# A szív törzsfejlődése

## A szív jellemzői néhány állattörzsben

A halak kétüregű szíve. A nyilak a véráram útját jelölik, jobbról balra: a vénásöböl, majd a pitvar, alatta az izmos kamra, végül a conus arteriosus

A szív struktúrája az állatvilág törzsei szerint eltérő. A fejlábúaknak két kopoltyúszívük és egy szisztémás szívük van. Gerincesekben a szív a törzs elülső részén található, a belek fölött. Mindig a szívburok veszi körül, mely többnyire egy különálló struktúra. Lehet a hashártya folytatása is, állkapocsnélküli és porcogós vázú halakban. A nyálkahalfélék, a gerincesek között egyedülálló módon rendelkeznek egy második, szívszerű struktúrával a farokrészben.

### Halak
A halak szíve kétüregű, melyet egyetlen pitvar és kamra alkot közöttük egy billentyűvel, és csupán egy vérkörük van.
A vénás vér a vénásöblön (sinus venosus) keresztül érkezik a pitvarba, onnan a kamrába áramlik, majd az izmos kamra összehúzódásával a rövid conus arteriosuson át a ventrális aortába kerül. A szívben tehát végig vénás vér áramlik. Az oxigenizáció a kopoltyúknál történik, majd a most már oxigéndús artériás vért a dorzális aorta juttatja el a test többi részébe. A különböző halfajok szívfrekvenciája 60-240/perc között van, tehát igen tág határok között változik.
A víz hőmérséklete ebből a szempontból nem közömbös, a hidegebb vízben lassul a szívverés.

### Kétéltűek
A kétéltűek szíve háromüregű, egy kamrával és két pitvarral. A testből érkező vénás vér a jobb pitvarba ömlik, míg a tüdőből származó oxigénben gazdag vér a balba. A közös kamrában a kétféle vér bizonyos mértékben keveredik, ám az áramlási viszonyok lehetővé teszik, hogy a kamrából az oxigéndús vér az agyba, a szén-dioxid gazdag vér pedig a tüdőbe jusson. A test többi részébe kevert vér jut, ám kétéltűekben ezt a bőrlégzés kompenzálja.

### Hüllők
A hüllők többségének szíve háromüregű, egy részlegesen kettéosztott kamrával és két pitvarral. A krokodilok kivételével a kamrák elválasztása nem teljes, bennük a vér keveredik. Továbbá jellemző a páros aortaív, melynek jellegzetes lefutása "szívecske" alakú.

### Madarak
A madarak szíve négy üregű, a kamrák elválasztása azonban tökéletes, nincs keveredés az artériás és a vénás vér között. A páros aortaív a madarakra is jellemző.